# Jože Šturm
Jože Šturm, slovenski športni pedagog, * 12. maj 1925, Ljubljana, † 1. junij 1995, Ljubljana.

## Življenje in delo
Študiral je v Beogradu, diplomiral leta 1950 in doktoriral 1975 na Fakulteti za šport in telesno (športno) vzgojo. V letih 1957−60 je bil trener jugoslovanske ženske atletske reprezentance. Po diplomi je v Ljubljani predaval na Zavodu za fizkulturo, od 1957 na Višji šoli za telesno kulturo in od 1960 na Visoki šoli za telesno kulturo, od 1968 kot izredni, od 1970 kot redni profesor: v letih 1962−66 je bil njen direktor, 1973-77 pa dekan. Upokojil se je leta 1990.
V študijskem programu Fakultete za šport v Ljubljani je zasnoval dva nova predmeta: Teorija in metodika športnega treniranja ter Uvod v antropološko kineziologijo. Bil je prvi predstojnik Inštituta za kineziologijo (1972-73) in pobudnik raziskovalnega dela. V raziskovalno delo je uvedel matematično-statistične metode. Sam in z drugimi je objavil več strokovnih publikacij in okoli 60 znanstvenih in strokovnih raziskav. Leta 1977 je za pedagoško in znanstveno delo v telesni kulturi prejel Bloudkovo nagrado. Njegova bibliografija obsega 248 zapisov.

## Izbrana bibliografija
- Gibalni in telesni razvoj osnovnošolcev Slovenije v obdobju 1970/71-1983 (COBISS)
- Antropološka kineziologija - eden od mogočih pristopov k zasnovi znanosti v športu (COBISS)
- Računalniško podprt sistem začetnega izbora in usmerjanja otrok v športne panoge in evalvacija modela uspešnosti v posameznih športnih panogah na podlagi ekspertnega modeliranja  (COBISS)
- Zanesljivost in faktorska struktura 28 testov telesne zmogljivosti 8 in 12 letnih učenk in učencev nekaterih ljubljanskih osnovnih šol  (COBISS)